# Timabiara
Timabiara is een kevergeslacht uit de familie van de boktorren (Cerambycidae). De wetenschappelijke naam van het geslacht werd voor het eerst geldig gepubliceerd in 2001 door Napp & Mermudes.

## Soorten
Timabiara is monotypisch en omvat slechts de volgende soort:
- Timabiara bahiensis Napp & Mermudes, 2001